# Баия-Асунсьон
Баия-Асунсьон (исп. Bahía Asunción) — рыбацкая деревня в Мексике, штат Южная Нижняя Калифорния, входит в состав муниципалитета Мулехе. Численность населения, по данным переписи 2020 года, составила 1453 человека.

## Топонимика
Название Bahía Asunción в дословном переводе с испанского языка — залив успения.

## История
Поселение было основано в 1956 году вместе с заводом переработке и упаковке морепродуктов.